# Емил Радев
Емил Йорданов Радев е варненски адвокат и политик. Депутат от ГЕРБ в 41 и 42-рото (до юли 2014) НС. Евродепутат от 2014 от ЕНП-ГЕРБ.

## Биография
Роден е на 26 март 1971 г. във Варна. Народен представител от ГЕРБ в XLI и XLII народно събрание на Република България.

### Образование
Възпитаник на I езикова гимназия - Варна, владее немски, руски и английски език. Юридическото образование получава в Икономическия университет във Варна с магистратура по Публична и териториална администрация във Варненския свободен университет. Докторант по Гражданско и семейно право към Нов български университет.

### Кариера
Служи в секретното поделение „Тихина“ заедно с шефовете на групировката ТИМ.
От 1999 г. е адвокат към Адвокатска колегия – Варна. Специалист в сферата на търговското, финансовото, административното, международно-частното и гражданското право.

### Участие в политиката
С политика се занимава от 2007 г., когато е избран в Общинския съвет на Варна от листата на ГЕРБ. Председател на правната комисия и групата съветници на своята партия. През 2009 г. е избран за депутат в XLI народно събрание от ГЕРБ във Варна, а през 2013 г. и в XLII народно събрание. Участва в комисиите по правни въпроси, контрол на европейските фондове, борба с корупцията, и конфликт на интереси и парламентарна етика.
Член на временна анкетна комисия към XLI народно събрание за изясняване на изнесените в медийното пространство факти и обстоятелства относно лобисткия скандал, свързан с управлението на тройната коалиция и предоставените 1,5 млн. евро на австрийския лобист Петер Хохегер.
Вносител на законопроекти в защита на неплатежоспособните българи, затруднени да плащат задълженията си. Води парламентарни битки, за да се сложи край на т. нар. „вечен длъжник“.
Радетел за създаване на зоополиция в България. Вносител е на законодателни промени, които закриват свободния достъп до фирмената история в Търговския регистър.
Евродепутат от 2014. Избран от листата на ГЕРБ и член на Европейската народна партия.

### Икономическа дейност
Радев е собственик и управител на фирмата „Емил Йорданов Радев“, чийто предмет на дейност са юридически услуги и други дейности. По данни на Националния осигурителен институт към май 2019 г. в нея се осигуряват седем служители.
Член е на Съвета на директорите на „Инвест консултинг 2002“ (консултации по управление и стопанска дейност). Бил е съсобственик на „Шабленски езера“ АД (хотелиерство) и „Трансойл“ АД (товарен автомобилен транспорт), както и член на органите на управление на „Свети Свети Константин и Елена Холдинг“ АД (хотелиерство) и „Булфудс“ (търговия на едро с хранителни продукти, напитки и тютюневи изделия). В консултантската компания „Финанс консултинг“ е съсобственик и член на Съвета на директорите.
Бил е съсобственик и управител на Сиеко - ООД (търговия на дребно), заличена през 2015 година, както и на Ноел Емил Радев ЕТ (1995 г.). В ликвидираната „Автомобилни превози - Шабла“ АД е член на Съвета на директорите.

### Критики
Свързван е с групировката ТИМ. Подозиран в конфликт на интереси при прокарването на законодателни промени, с които се дават извънредни правомощия на шефа на Върховния административен съд, където работи съпругата му.
Според информации от 2019 г. участва в опит за рекет за освобождаването на арестувания в България либийски танкер БАДР срещу 4,5 милиона евро.

## Семейство
Радев е женен, с едно дете. До март 2012 г. съпругата му, Мария Радева, е адвокат, след което е назначена за главен секретар на Върховния административен съд (ВАС). От месец март 2015 г. Радева е съдия във ВАС.